# Mouvement des vétérans
Le Mouvement des vétérans (en serbe cyrillique : Покрет ветерана ; en serbe latin : Pokret veterana ; en abrégé : PV) est un parti politique serbe créé en 2009. Il a son siège à Belgrade et est présidé par Saša Dujović,.
Il s'est donné comme mission de défendre les anciens combattants serbes, notamment ceux des guerres de Yougoslavie.

## Historique
Les fondateurs du Mouvement des vétérans (PV) rompent avec le Mouvement des vétérans de Serbie (PVS) de Željko Vasiljević en décembre 2008 et fondent le parti en février 2009. Malgré cette rupture, ils se réclament clairement d'une continuité de combat avec le PVS.

## Activités électorales
Lors des élections législatives serbes de 2012, le mouvement participe à la coalition emmenée par Ivica Dačić et notamment constituée du Parti socialiste de Serbie (SPS), du Parti des retraités unis de Serbie (PUPS) et de Serbie unie (JS). Le président du mouvement, Saša Dujović, qui figure sur la liste commune, est élu député à l'Assemblée nationale de la république de Serbie et est inscrit au groupe parlementaire du SPS.